# Chrysler Sunbeam
La Sunbeam era un'autovettura prodotta dalla Chrysler UK tra il 1977 e il 1981, venduta prima con marchio Chrysler e poi (dal 1978) Talbot, riprendendo il nome dell'antica casa automobilistica britannica.

## Contesto
A metà anni settanta, la Chrysler aveva la forte necessità di un'utilitaria dal design più moderno che andasse a prendere il posto della poco fortunata Hillman Imp nella gamma e contribuisse, con grandi volumi di vendita, a risollevare la divisione europea della Casa statunitense dalla situazione di crisi economica in cui versava.
Per ridurre i costi di produzione si decise di sfruttare la componentistica già esistente. Come base venne presa la Hillman Avenger, nata sette anni prima. Da qui l'anomala (per un'utilitaria) impostazione tecnica, con trazione posteriore e retrotreno ad assale rigido. Il motore, rispetto alla Imp, tornava all'installazione anteriore longitudinale. Nessuna novità per cambio (manuale a 4 marce, identico a quella della Avenger) e freni (con dischi davanti, tamburi dietro e servofreno).
Dal punto di vista estetico la vettura si presentava come una hatchback a 2 porte, dalle linee piuttosto squadrate che anticipavano in pieno l'impostazione stilistica della successiva Horizon.
Per il nuovo modello, lanciato nel 1977, venne scelto il nome di Sunbeam (degradato quindi da marchio a modello).
La Sunbeam, equipaggiata con un 4 cilindri in linea con albero a camme in testa di 928 cm³ (evoluzione di quello della Imp) da 45 CV o, in alternativa, con un 4 cilindri con albero a camme laterale di 1295 cm³ (di origine Avenger) da 70 CV, era disponibile negli allestimenti 1.0 LS; 1.0 GL; 1.3 GL e 1.3 GLS. 
Entrambe le motorizzazioni erano alimentate da 1 carburatore singolo Zenith.
Nonostante alcune critiche, dovute principalmente alla scarsa abitabilità posteriore, alla maneggevolezza non esaltante (il telaio non era modernissimo) e all'affidabilità (veniva assemblata nel turbolento stabilimento di Linwood), la Sunbeam finì con il riscuotere un discreto successo. Un suo punto debole era costituito dalla scarsa capacità del bagagliaio, penalizzato appunto dalla disposizione degli organi meccanici, essendo la vettura a trazione posteriore. L'accesso, invece che dal classico portellone, era fornito da un lunotto apribile; le dimensioni di quest'ultimo erano perciò tanto ampie da risultare sproporzionate in rapporto alla carrozzeria.

## Talbot Sunbeam

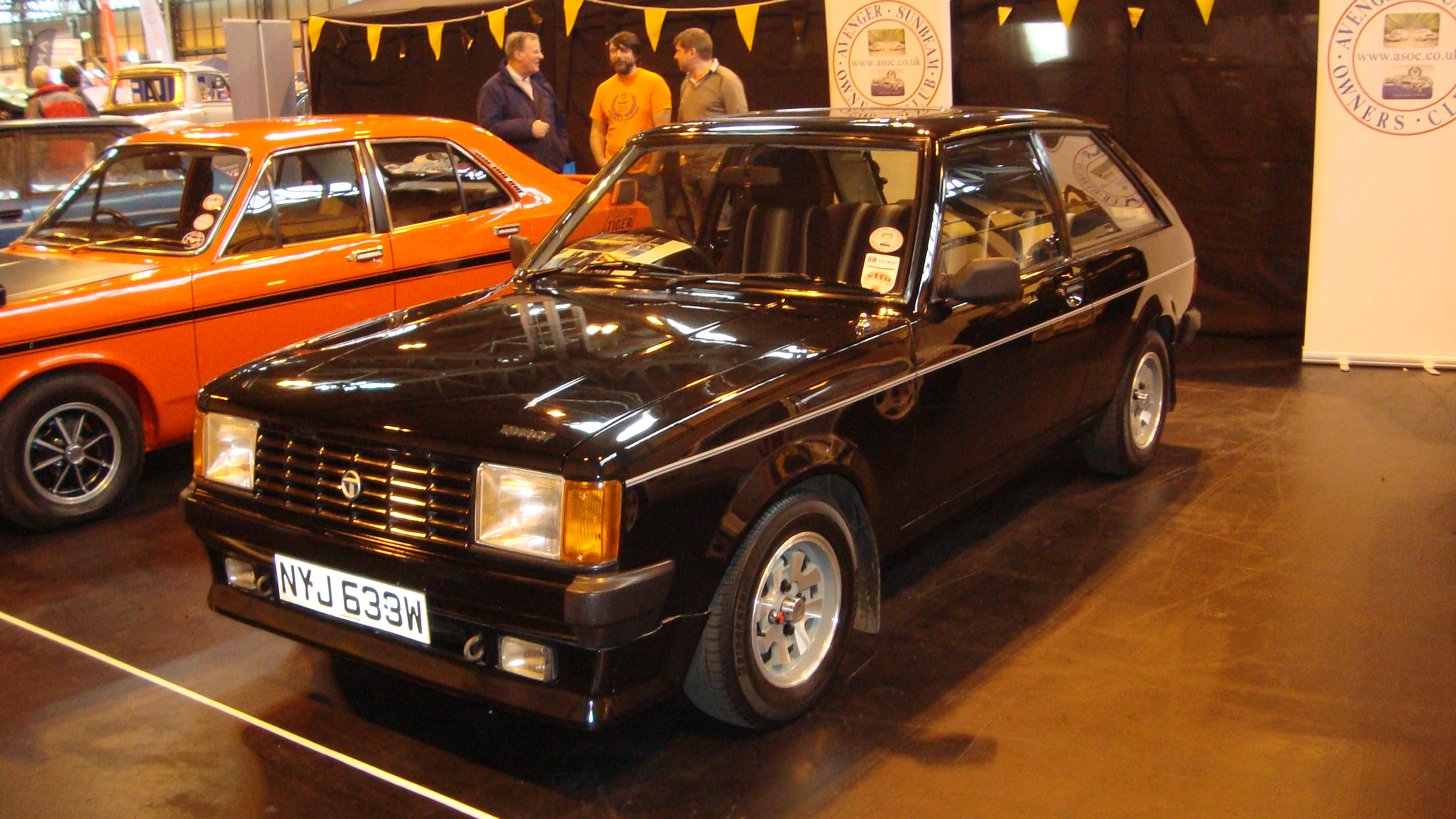
Talbot Sunbeam TI

Dal 1978 cambiò nome allorquando la Chrysler decise di cedere le sue filiazioni europee alla Peugeot. La casa francese allora rispolverò il vecchio nome di Talbot, marchio dall'illustre passato del quale si ricorda il nome negli annali sportivi per essere stata la prima casa a battere il primato delle 100 miglia percorse in un'ora, sul circuito di Brooklands nel 1913, e la vittoria alla 24 Ore di Le Mans del 1950. Di conseguenza il modello in questione assunse la denominazione di Talbot Sunbeam.
Nel 1979 la gamma si arricchì delle versioni 1.6 GLS e 1.6 Ti, entrambe spinte da un 4 cilindri con albero a camme laterale di 1598 cm³. La prima però, alimentata da 1 solo carburatore, aveva una potenza di 80 CV, la seconda, grazie ai 2 carburatori Weber toccava i 100 CV.
La Ti, caratterizzata esternamente da un ampio spoiler, da un alettone in gomma nera alla base del portellone posteriore, dai cerchi sportivi e da un'ampia fascia adesiva nera alla base delle fiancate, si poneva in diretta concorrenza con le prime Golf GTI, rispetto alle quali vantava un prezzo di listino molto più concorrenziale.
La TI era in pratica un'evoluzione della Hillmann Avenger GT degli anni settanta, da cui derivava il motore di 1598 cm³ tutto in ghisa, con 5 supporti di banco e distribuzione ad albero a camme laterale. Lo stesso dicasi del pianale, dei freni e delle sospensioni che sempre da queste erano derivate. Degno di nota poi era lo scarico, posizionato sullo stesso lato dell'aspirazione, che era tipicamente corsaiolo, con collettore tutto in tubi di metallo saldati, nella classica configurazione 4 in 2 in 1.
All'aspirazione era presenti 2 grossi carburatori Weber 40 DCOE, con diffusori interni da 32 mm. Sia il collettore d'aspirazione che quello di scarico erano in effetti derivati da quelli montati, sempre negli anni '70, sulle Hillman Hunter GLS di 1725 cm³ e messi a punto dalla Holbay, azienda inglese specializzata in elaborazioni sportive. Grazie alla leggerezza del corpo vettura, 940 kg, e alla trazione posteriore che garantiva una buona motricità, questa vettura accelerava in circa 9 secondi fino a 100 km/h, un valore di tutto rispetto per l'epoca. Gli interni erano anch'essi di chiara impronta corsaiola, con una semplice ma completa strumentazione comprendente anche manometro olio e amperometro, oltre che contagiri, livello carburante e temperatura acqua, e caratterizzati dai sedili alti ed avvolgenti, tipo Recaro.

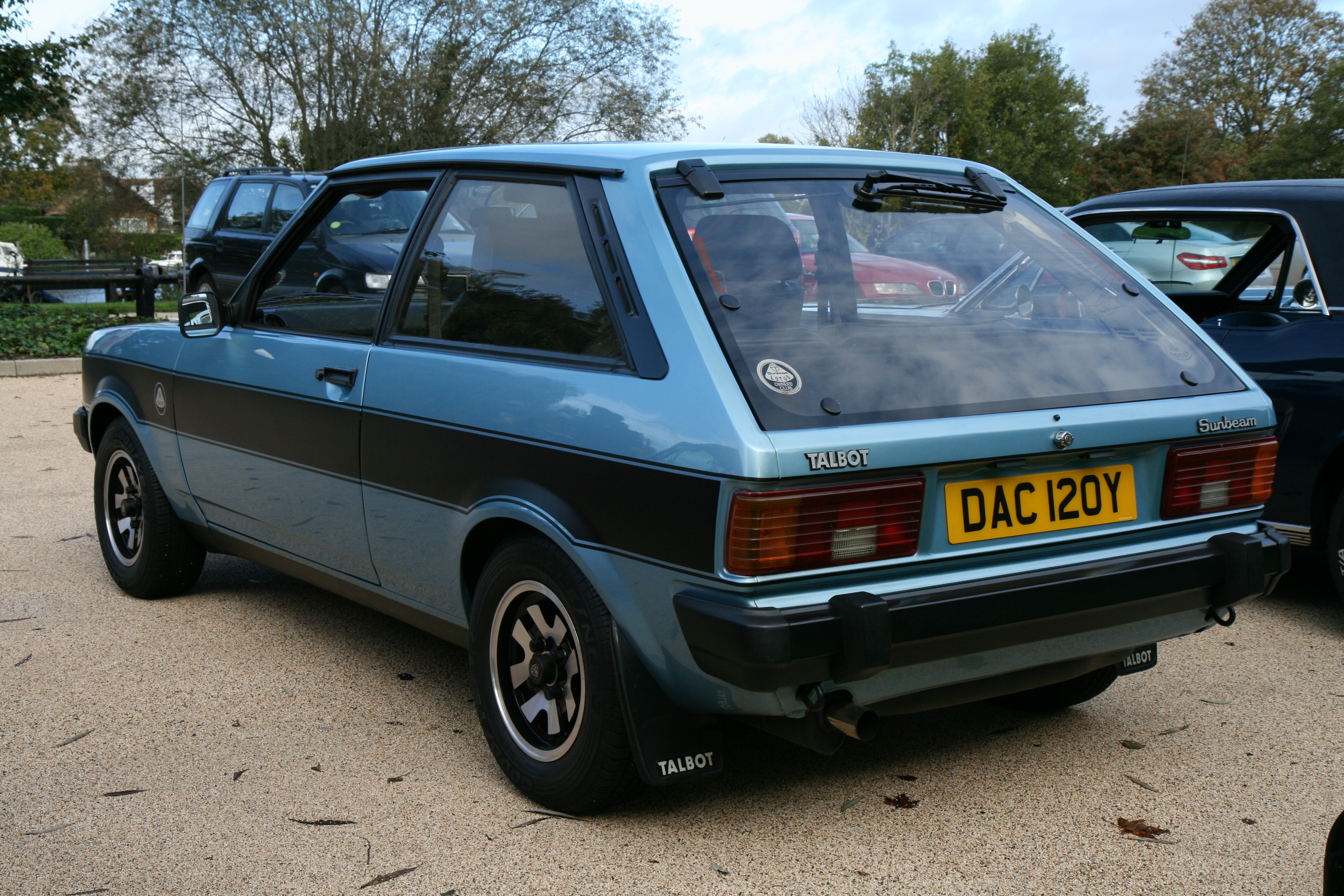
Posteriore della Talbot Sunbeam Lotus

La posizione di guida era quella più idonea per una vettura da rally, e cioè infossata, e con il volante sportivo a tre razze alto e verticale, leggermente inclinato verso sinistra.
Nello stesso anno venne lanciata la Talbot Sunbeam Lotus, equipaggiata dal 4 cilindri bicarburatore 16 valvole Lotus di 2174 cm³ da 155 CV (nella versione stradale: le versioni da gara superavano i 230 CV) e opportunamente adeguata nel resto della meccanica (freni ancora con dischi solo anteriori - stranamente non ventilati, il che portava abbastanza spesso fenomeni di fading - e tamburi posteriormente, ovviamente maggiorati rispetto alle altre versioni e caratterizzati dall'adozione di due servofreni, di cui uno per l'asse anteriore e l'altro per quello posteriore, sospensioni e sterzo rivisti e corretti) alle maggiori prestazioni. La Sunbeam Lotus vinse nel 1981 il campionato del mondo costruttori rally grazie a Henri Toivonen e Guy Frequelin.
Con questo risultato la Sunbeam si congedò dal mercato alla fine del 1981, rimpiazzata dalla Talbot Samba, dopo circa 200.000 esemplari prodotti (di cui 10.113 1.6 Ti e 2.308 Sunbeam Lotus). Con lei se ne andò anche lo stabilimento di Linwood che venne chiuso.